# Márcio Araújo
Márcio Henrique Barroso Araújo (Fortaleza, 12 oktober 1973) is een voormalig Braziliaans beachvolleyballer. Met Fábio Luiz Magalhães werd hij in 2005 wereldkampioen en won hij in 2008 de zilveren medaille bij de Olympische Spelen. Daarnaast werd hij eenmaal derde (2003) en eenmaal tweede (2011) bij de wereldkampioenschappen.

## Carrière

### 1996 tot en met 2004
Araújo begon zijn beachvolleybalcarrière in 1996 en speelde tot en met 1998 samen met Reis Castro. Vervolgens vormde hij van 1999 tot en met 2004 een duo met Benjamin Insfran. Ze boekten in 2000 in Guaruja hun eerste overwinning in de FIVB World Tour. Dat seizoen won het tweetal verder in Vitória, eindigde het als tweede in Macau, Tenerife en Stavanger en werd het derde in Rosarito. Het jaar daarop speelde Araújo zes wedstrijden met verschillende partners met als beste resultaat een negende plaats in Tenerife. Eind 2001 hervatten Araújo en Benjamin hun spel weer en in het daaropvolgende seizoen eindigden ze bij acht van de tien toernooien in de top tien; in Gstaad, Espinho en Mallorca behaalden ze een tweede plaats en in Fortaleza werden ze eerste.
Het duo behaalde in 2003 acht toptienplaatsen bij de negen reguliere FIVB-toernooien waar het aan deelnam. Ze boekten onder meer drie overwinningen (Gstaad, Klagenfurt en Mallorca) en een tweede plaats (Rodos). Araújo en Benjamin hadden zich als tweede geplaatst voor de WK in eigen land. Ze verloren de halve finale in Rio de Janeiro van het Amerikaanse duo Dax Holdren en Stein Metzger en wonnen vervolgens de bronzen medaille omdat hun Portugese tegenstanders Miguel Maia en João Brenha de troostfinale niet konden spelen vanwege een blessure. Het jaar daarop eindigde het tweetal bij alle negen toernooien in de World Tour in de top tien met een overwinning in Marseille en een derde plaats in Espinho. Bij de Olympische Spelen in Athene werden Araújo en Benjamin in de achtste finale uitgeschakeld door de Zwitserse broers Paul en Martin Laciga.

### 2005 tot en met 2009
Vanaf 2005 speelde Araújo vijf jaar lang met Fábio Luiz Magalhães. Het tweetal ving aan met een overwinning in Zagreb en een derde plaats in Gstaad. Bij de WK in Berlijn verloor het duo hun eerste wedstrijd tegen de Cubanen Francisco Álvarez en Oney Bernal. Vervolgens bereikten ze via zeven herkansingsrondes en de halve finale de eindfinale waar ze tegen de Zwitsers Sascha Heyer en Paul Laciga speelden. Araújo en Fábio Luiz wonnen de finale in twee sets en werden daarmee wereldkampioen. Bij de resterende elf World Tour-toernooien in 2005 eindigde het tweetal telkens in de top tien. Ze behaalden een overwinning in Kaapstad, drie tweede plaatsen (Sint-Petersburg, Montréal en Salvador) en twee derde plaatsen (Espinho en Klagenfurt). Het daaropvolgende jaar haalden ze eveneens bij alle veertien toernooien waar ze aan deelnamen de top tien, met vier overwinningen (Shanghai, Montréal, Sint-Petersburg en Parijs), drie tweede plaatsen (Gstaad, Stavanger en Marseille) en een derde plaats (Klagenfurt).

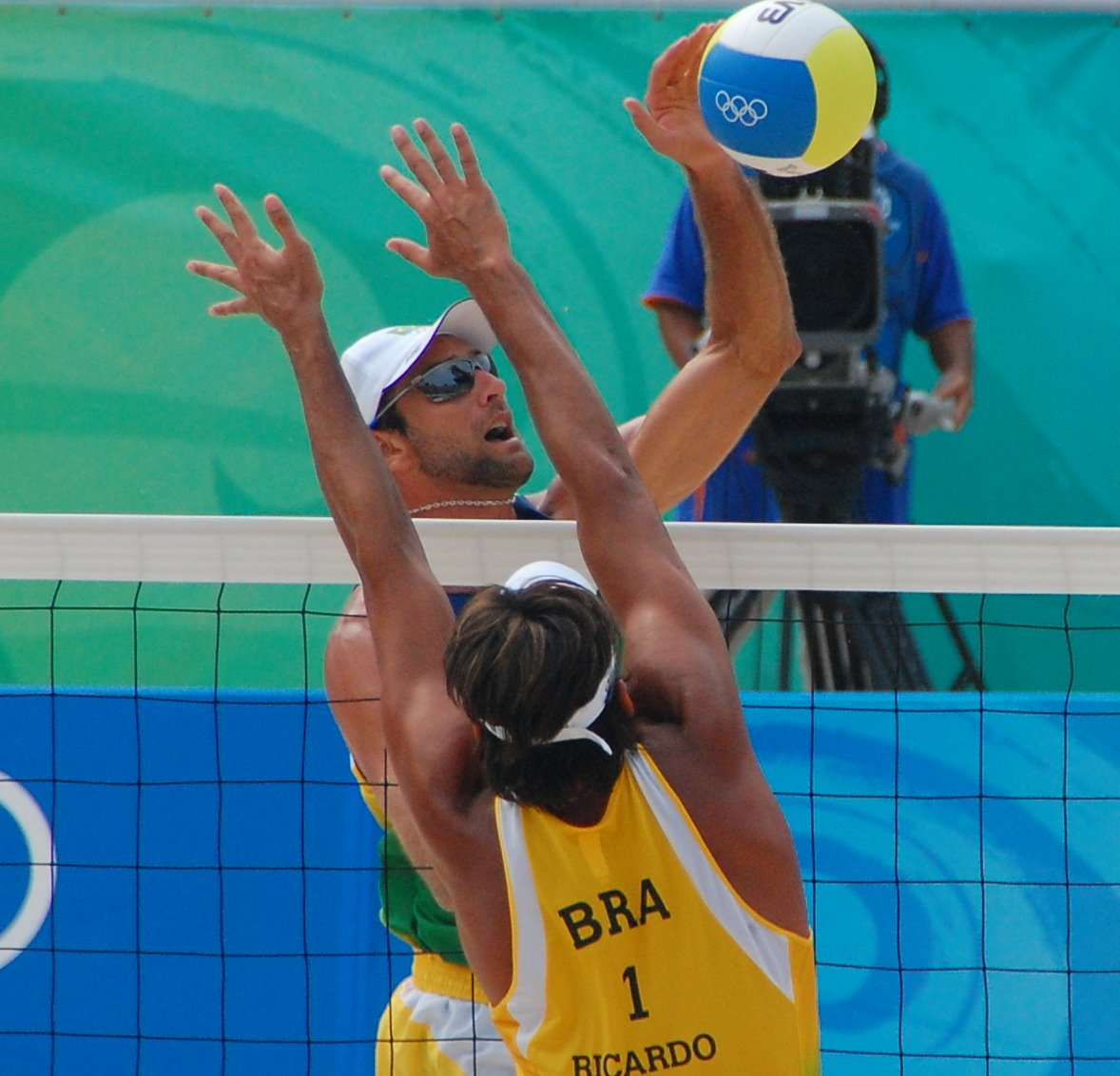
Araújo in actie tijdens de halve finale van de OS in Peking tegen Ricardo en Emanuel (2008)

Van de negen wedstrijden in 2007 in aanloop naar de WK wonnen Araújo en Fábio Luiz er drie (Roseto degli Abruzzi, Stavanger en Berlijn) en in Shanghai en Espinho eindigden ze respectievelijk tweede en derde. Bij de WK in Gstaad werd het duo in de achtste finale uitgeschakeld door het Chinese tweetal Zhou Shun en Li Jian. De resterende toernooien dat seizoen sloten ze af met een vierde plaats (Klagenfurt) en vier derde plaatsen (Kristiansand, Sint-Petersburg, Stare Jabłonki en Fortaleza). Het jaar daarop behaalden ze bij de veertien toernooien in de World Tour negen toptienplaatsen met een overwinning in Marseille als beste resultaat. Bij de OS in Peking wonnen Araújo en Fábio Luiz de zilveren medaille nadat ze de finale van de Amerikanen Phil Dalhausser en Todd Rogers verloren hadden. Het duo had in de halve finale nog van landgenoten en regerend olympisch kampioenen Ricardo Santos en Emanuel Rego gewonnen. In 2009 behaalden ze in tien reguliere FIVB-toernooien een derde plaats in Brasilia en een vijfde plaats in Klagenfurt. Bij de WK in Stavanger bereikte het tweetal de kwartfinale waar het werd uitgeschakeld door het Duitse duo David Klemperer en Eric Koreng.

### 2010 tot en met 2016
In 2010 vormde Araújo een duo met Ricardo. Het tweetal nam dat jaar deel aan tien toernooien in de World Tour met een tweede plaats in Åland en derde plaatsen in Gstaad en Stare Jabłonki als beste resultaat. Het jaar daarop wonnen ze de zilveren medaille bij de WK in Rome nadat ze de finale verloren hadden van Emanuel en Alison Cerutti. Daarnaast boekte het tweetal een overwinning in Stavanger. De tweede helft van 2011 speelde Araújo opnieuw samen met Benjamin. Ze wonnen in Åland en eindigden bij de overige vier toernooien in de top tien. Het jaar daarop was Pedro Solberg Salgado zijn partner. Het duo behaalde twee tweede plaatsen (Mysłowice en Klagenfurt) en een derde plaats (Shanghai). Na een pauze van een jaar in het internationale circuit keerde Araújo in 2014 terug. Hij speelde drie toernooien in de World Tour met drie verschillende partners, waaronder Ricardo en Fábio Luiz. Het seizoen daarop nam hij met Saymon Barbaso Santos deel aan zes internationale wedstrijden en in 2016 speelde hij samen met Luciano Ferreira de Paulo. Araújo speelde in Fortaleza dat jaar zijn laatste wedstrijd in de World Tour.

## Palmares
Kampioenschappen
- 2003:  WK
- 2004: 9e OS
- 2005:  WK
- 2007: 9e WK
- 2008:  OS
- 2009: 5e WK
- 2011:  WK

FIVB World Tour
- 2000:  Guaruja Open
- 2000:  Macau Open
- 2000:  Rosarito Open
- 2000:  Tenerife Open
- 2000:  Stavanger Open
- 2000:  Vitória Open
- 2002:  Gstaad Open
- 2002:  Espinho Open
- 2002:  Mallorca Open
- 2002:  Fortaleza Open
- 2003:  Rodos Open
- 2003:  Gstaad Open
- 2003:  Grand Slam Klagenfurt
- 2003:  Mallorca Open
- 2004:  Espinho Open
- 2004:  Grand Slam Marseille
- 2005:  Zagreb Open
- 2005:  Gstaad Open
- 2005:  Sint-Petersburg Open
- 2005:  Espinho Open
- 2005:  Grand Slam Klagenfurt

- 2005:  Montréal Open
- 2005:  Salvador Open
- 2005:  Kaapstad Open
- 2006:  Shanghai Open
- 2006:  Grand Slam Gstaad
- 2006:  Grand Slam Stavanger
- 2006:  Marseille Open
- 2006:  Montréal Open
- 2006:  Sint-Petersburg Open
- 2006:  Grand Slam Parijs
- 2006:  Grand Slam Klagenfurt
- 2007:  Shanghai Open
- 2007:  Roseto degli Abruzzi Open
- 2007:  Espinho Open
- 2007:  Grand Slam Stavanger
- 2007:  Grand Slam Berlijn
- 2007:  Kristiansand Open
- 2007:  Sint-Petersburg Open
- 2007:  Stare Jabłonki Open
- 2007:  Fortaleza Open
- 2008:  Marseille Open
- 2009:  Brasilia Open
- 2010:  Grand Slam Gstaad
- 2010:  Grand Slam Stare Jabłonki
- 2010:  Åland Open
- 2011:  Grand Slam Stavanger
- 2011:  Åland Open
- 2012:  Mysłowice Open
- 2012:  Grand Slam Shanghai
- 2012:  Grand Slam Klagenfurt